# Turgut Atakol
Turgut Atakol (né le 10 octobre 1915 à Constantinople en Turquie et décédé le 9 avril 1988 à Istanbul) était un joueur, arbitre et dirigeant de basket-ball turc.
En tant que joueur, il évolue avec Galatasaray. À l'issue de sa carrière de joueur, il devient arbitre, dirigeant de nombreux matchs internationaux, dont la finale du championnat d'Europe 1955 Hongrie-Tchécoslovaquie.
Il est fondateur et président de la Fédération de Turquie de basket-ball (1958-1964), puis devient directeur du comité d'organisation des  Jeux méditerranéens 1971. Il devient secrétaire général du Comité national olympique turc de 1973 à 1982, puis est élu président entre 1982 et 1988 et membre du Comité international olympique de 1984 à 1988.
Il est l'auteur du livre Techniques of Basketball Refereeing, qui fut ensuite adopté comme guide par la FIBA. Il est intronisé au FIBA Hall of Fame en tant que contributeur en 2007.